# Mol-ter-Netebrug
De Mol-ter-Netebrug is een boogbrug (type bowstring) over het Netekanaal in Broechem, een deelgemeente van Ranst. De brug werd gebouwd in 1952 en bestaat uit één overspanning met een lengte van 54,82 m.
De Mol-ter-Netebrug is een deel van de N116 die Antwerpen met Nijlen verbindt.